# Zakka West
Zakka West er en spillefilm, der er instrueret af Mikael Colville-Andersen.